# Không phận

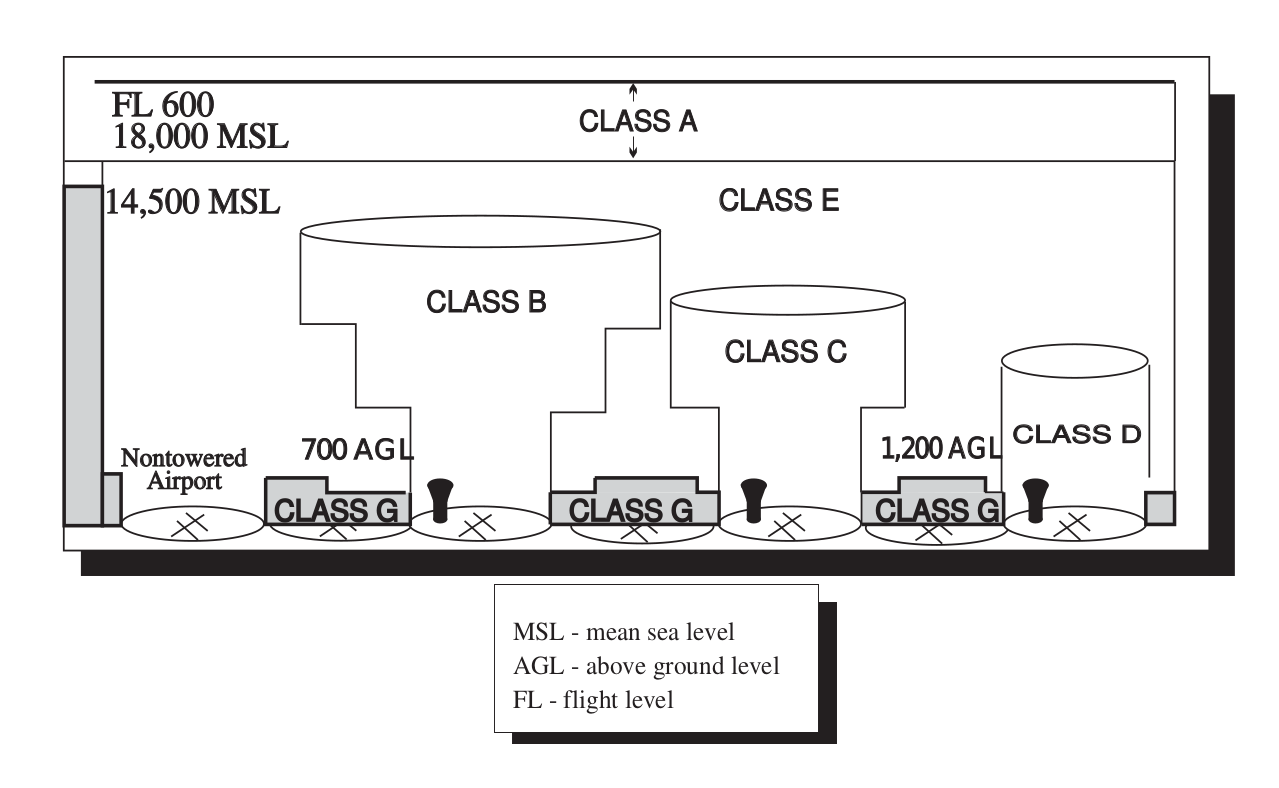
Phân loại không phận của Hoa Kỳ - FL: mực bay (độ cao tính từ mặt đẳng áp chuẩn, đơn vị 100 bộ) - MSL: độ cao tính từ mực nước biển (đơn vị bộ) - AGL: độ cao tính từ mặt đất (đơn vị bộ)

Không phận hoặc vùng trời là bầu trời do một quốc gia kiểm soát bao phủ lãnh thổ và lãnh hải của quốc gia đó.
Không phận có thể chia thành từng khu, có khu cấm hoặc hạn chế phi vụ.

## Giới hạn chiều rộng
Chiếu theo luật quốc tế thì không phận chủ quyền ăn khớp với lãnh thổ, lãnh hải và nội hải của một quốc gia, tức không gian trên đất và 12 hải lý dọc bờ biến. Không phận nằm ngoài vùng lãnh hải và lãnh thổ được coi là không phận quốc tế, tương đương với hải phận quốc tế. 
Tuy nhiên công ước quốc tế cho phép các quốc gia có thể lãnh phần kiểm soát một phần không phận quốc tế. Ví dụ, Hoa Kỳ điều hành các phi vụ trên Thái Bình Dương cho dù đây là không phận quốc tế.

## Giới hạnđộ cao
Công ước quốc tế không phân định độ cao không phận của mỗi quốc gia. Có nơi cho là 30 km (19 mi) (tầm cao nhất máy bay có thể bay) cho tới 160 km (99 mi) (quỹ đạo ổn định thấp nhất). Liên đoàn Thể thao hàng không Thế giới (FAI) thì ấn định "đường Kármán" ở cao độ 100 km (62 mi) làm giới hạn giữa không gian và bầu khí quyển Trái Đất. Hoa Kỳ thì coi không gian là trên 50 dặm (80 km) nên phi thuyền con thoi đã từng bay ở tầm 80 km (50 mi) trên không phận các quốc gia khác mà không xin phép. Cả hai con số 100 km và 50 km chỉ là mức thẩm định chứ không phải quy định pháp lý về không phận.